# Buschwiller
Buschwiller település Franciaországban, Haut-Rhin megyében. Lakosainak száma 1053 fő (2022. január 1.). Buschwiller Attenschwiller, Hésingue, Hégenheim, Hagenthal-le-Bas és Wentzwiller községekkel határos.

## Népesség
A település népességének változása:
| Lakosok száma | 998  | 1018 | 1046 | 1040 | 1049 | 1060 | 1066 | 1060 | 1053 |
|               | 2013 | 2015 | 2016 | 2017 | 2018 | 2019 | 2020 | 2021 | 2022 |